# Lessolo
Lessolo (piemontesisch Léssoj) ist eine italienische Gemeinde in der Metropolitanstadt Turin (TO), Region Piemont.

## Lage und Einwohner
Lessolo liegt 56 km nördlich von Turin im Tal der Dora Baltea. Zur Gemeinde gehören die vier Fraktionen (Frazioni) Calea, Magnus, Marsa und Ronchi, die seit 1985 in die Gemeinde eingegliedert sind. Das Gemeindegebiet umfasst eine Fläche von 7 km² und hat 1746 Einwohner (Stand 31. Dezember 2023).
Die Nachbargemeinden sind Brosso, Borgofranco d’Ivrea, Montalto Dora, Alice Superiore, Vico Canavese und Fiorano Canavese.

## Geschichte

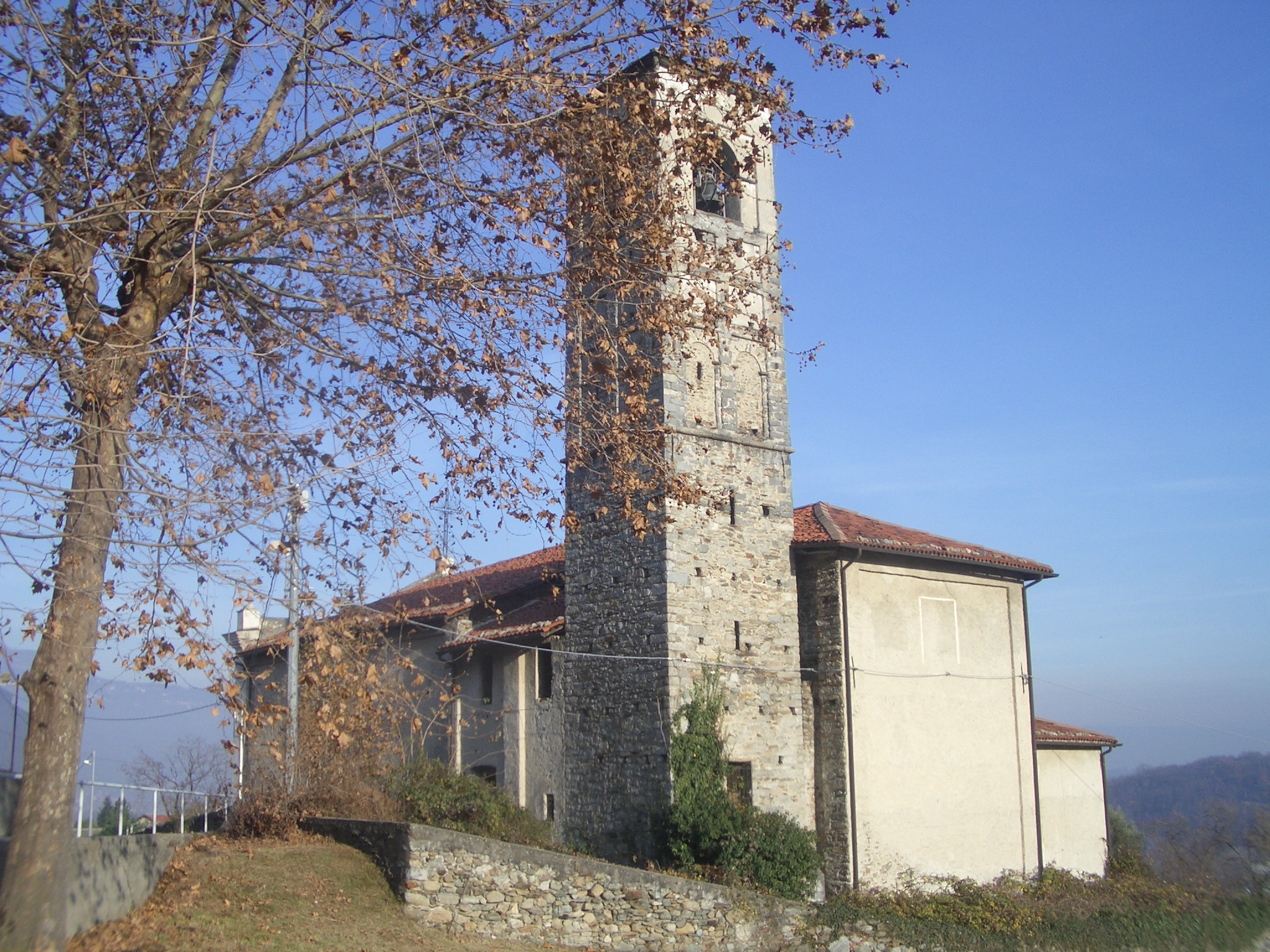
Die Kapelle San Giorgio

Lessolo wurde zum ersten Mal in einem Dokument aus dem Jahr 1044 erwähnt. Allerdings wurden in der Gegend Hinweise gefunden, die auf die Anwesenheit salassischer, römischer und dann lombardischer Siedlungen schließen lassen.
Die Pfarrei San Giorgio wurde 1305 gegründet. Die Kirche San Giorgio in ihrer heutigen Struktur stammt größtenteils aus dem 18. Jahrhundert.
In den Jahren des Zweiten Weltkriegs wurden zwischen 1940 und 1943 sieben jüdische Flüchtlinge aus dem Balkan in Lessolo interniert, darunter ein kleines Mädchen, das am 2. Mai 1943 während des Zwangsaufenthalts in Ivrea geboren wurde. Nach dem 8. September 1943, mit der deutschen Besatzung, zerstreute sich die Gruppe und fand größtenteils Zuflucht in der Schweiz. Am Ende gelang es fast allen Häftlingen die Rettung, mit Ausnahme von Theodor Schneider, der im Februar 1944 in Lessolo verhaftet und im April desselben Jahres in Auschwitz deportiert und ermordet wurde.
Bis 1964 war in der Gegend von Lessolo die Mine „Miniera di Brosso“ in Betrieb.

## Persönlichkeit
- Francesco Ruffini, (*1883 - †1934), Jurist, Historiker, Politiker und Antifaschist, in Lessolo geboren.